# Kontaktannonce
 Der er for få eller ingen kildehenvisninger i denne artikel, hvilket er et problem. Du kan hjælpe ved at angive troværdige kilder til de påstande, som fremføres i artiklen.

Kontaktannonce-idéen opstod i USA i første halvdel af 1800-tallet. Landet var godt i gang med at blive koloniseret og opbygget, og hundredtusindvis af mænd begav sig mod vest i jagten på ny jord, guld og lykke. Problemet var bare, at når de endelig slog sig ned på den nøgne prærie, ja, så var der ingen kvinder at se i miles omkreds. Når det ene køn mangler, så føler det andet køn sig som regel ensom og frustreret, og så var det, at såkaldte ”Mail-order-brides” – eller på dansk "korrespondance-brude" – blev opfundet. Via annoncer kunne arbejdsomme, men ensomme mænd dermed i bogstaveligste forstand søge efter en kone og en ny hakke, så tilværelsen på prærien eller i de uvejsomme minebyer igen blev til at holde ud.
Begrebet kontaktannoncer blev altså opfundet som et svar på den ensomhed, der fulgte med den moderne industrielle verdens grundlæggelse.
Det egentlige datingbegreb opstod et par årtier efter, da hjulene for alvor begyndte at køre og dampen fra den nye industri sås som mørke røgskyer over den amerikanske prærie. Pengestrømmene voksede – underklassen blev til middelklasse og pludselig var der råd til, at børnene kunne uddanne sig eller måske ligefrem gå og dandere den, indtil de blev helt voksne. For første gang i den vestlige verdens historie voksede i 1920ernes USA langsomt en såkaldt ungdomskultur frem, der havde sin igen identitet og sine egne interesser. Populært sagt kan man sige, at den mand, der havde fundet sin ægtefælle igennem et postordrekatalog nu opfostrede nogle børn, der for første gang i historien kunne gå med hænderne dybt begravet i lommerne, fordi den gode økonomi gav mulighed for fritid. Nu voksede dansesteder, biografer og restauranter frem, hvor ungdommen kunne slå sig løs uden for forældrenes rækkevidde.
"Må jeg tage Linda med i biografen i aften," kunne den håbefulde amerikanske knægt spørge Lindas forældre om, og når først forældrene havde defineret afgangstidspunkt og hjemkomsttidspunkt var rammerne for en såkaldt "date" givet.
Under stævnemødet førte forældre stadig en vis kontrol med deres afkom, fordi forældrene havde udstukket retningslinjerne, og samtidig kunne de unge føle sig forholdsvis frie i den tid, hvor de morede sig sammen i de nye underholdningspaladser.
Datingbegrebet hører derfor også tæt sammen med den moderne verden, fritidssamfundet og individualiseringen. Før i tiden bestemte mor og far, hvem man skulle giftes med, og så kunne sporadiske stævnemøder være ligegyldige. Men nu var der altså frit slag for de unge.
Stævnemødernes og kontaktannoncernes historie er lidt anderledes i Danmark. Men essensen er den samme. De første kontaktannoncer i aviserne her i landet dukkede op i begyndelsen af 1800-tallet, og det var mest enkemænd eller enkefruer, der søgte ”en god og ærlig” mand eller kone – og som en gårdmand skrev i en gammel avisannonce: ”Du skal være sød som Susanne” – antagelig fordi hans afdøde kone netop hed Susanne.
Kontaktannoncer og dating-begrebet hører derfor ikke umiddelbart sammen. Kontaktannoncer var i første omgang for de ensomme, dating var for de unge, der på den måde kunne søge væk fra forældrene i et par timer med en potentiel kæreste.
I dag er kontaktannoncer og dating imidlertid smeltet sammen.